# Rzężenia umierającego

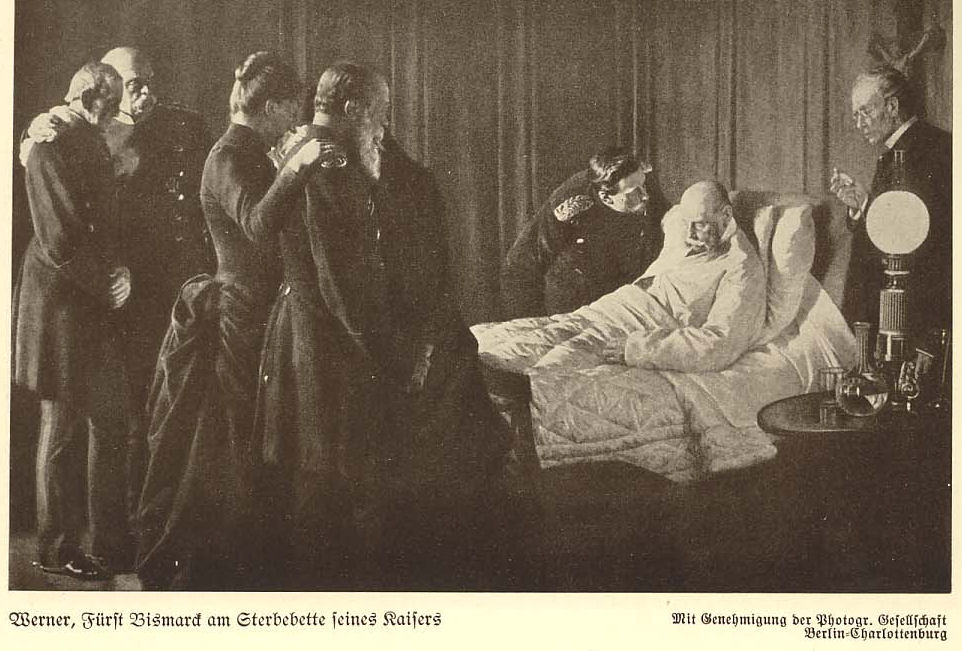
Nie można umrzeć wyleczonym, ale można umrzeć uzdrowionym – motto medycyny paliatywnej. Otto von Bismarck przy łożu śmierci Wilhelma I.

Rzężenia umierającego zwane także rzężeniami przedśmiertnymi – zjawiska akustyczne powstające w okresie umierania w wyniku nagromadzenia wydzieliny w drogach oddechowych.

## Klasyfikacja
Rozróżnia się dwa rodzaje rzężeń:
- typ 1 – prawdziwe (klasyczne) rzężenia umierającego wynikające z nagromadzenia się śliny w drogach oddechowych, będącego wynikiem osłabienia organizmu, wyniszczenia organizmu i zaburzeń połykania
- typ 2 – pseudorzężenia umierającego, które są objawem niemożności wykrztuszenia wydzieliny powstałej w świetle dróg oddechowych w wyniku infekcji lub nagromadzenia się przesięku w wyniku niewydolności krążenia (płucnego) lub wysięku w przebiegu obrzęku płuc, lub krwi w wyniku krwawienia do dróg oddechowych.

Prawdziwe rzężenia umierającego są objawem zbliżającej się śmierci, jednak są stwierdzane tylko u około 40% umierających (według niektórych źródeł rozbieżność wynosi 6-92%). W zależności od czynników powodujących umieranie występują w różnych grupach chorych. Wydaje się, że współistnienie dysfagii jest najważniejszą przyczyną występowania rzężeń i w takich przypadkach stwierdza się je u 75% chorych.
Typ 2, czyli pseudorzężenia, nie zawsze wiąże się z procesem umierania. Świadczy jedynie o obecności wydzieliny w drogach oddechowych. Dlatego przeprowadza się diagnostykę różnicową, aby wykluczyć stany wikłające proces umierania, zwłaszcza że stany te mogą być odwracalne.

## Postępowanie
W przypadku klasycznych rzężeń umierającego należy:
- przede wszystkim wykluczyć obecność pseudorzężeń, których przyczyną może być stan zapalny (obecność gorączki) lub obrzęk płuc
- ułożyć chorego na boku
- poinstruować rodzinę lub opiekunów o przyczynie i charakterze rzężeń[2] oraz podkreślić, że ich występowanie nie świadczy o tym, że chory się dusi
- zastosować butylobromek hioscyny[5] lub hydrobromek hioscyny (najlepiej podskórnie), albo bromek glikopironium. Brak dowodów przemawiających za lepszym działaniem jednej z substancji nad drugą; w jednym z badań wykazno wyższość hydrobromku hioscyny nad glikopironium, w innym na odwrót[6][7].
- odessać wydzielinę w przypadku braku poprawy
- zastosować elewację górnej części tułowia, aby umożliwić spłynięcie wydzieliny do niższych partii dróg oddechowych
- w przypadku tachypnoe podać morfinę w dawce 2,5–5 mg podskórnie
- zastosować sedację z użyciem midazolamu w przypadkach niepokoju lub cierpienia chorego.

W wyniku powyższych działań ustąpienie rzężeń następuje w 50% przypadków.